# Chikuma (incrociatore 1938)
Il Chikuma (in Kanji: 筑摩 重巡洋艦, Chikuma jūjun'yōkan) fu un incrociatore pesante della marina imperiale giapponese, seconda ed ultima unità della classe Tone. Entrato in servizio nel maggio del 1939, fu l'ultimo incrociatore pesante costruito in Giappone prima della seconda guerra mondiale, durante la quale fu intensamente impiegato sul fronte del Pacifico; l'incrociatore fu infine affondato il 25 ottobre 1944 durante la battaglia del Golfo di Leyte dopo essere stato ripetutamente colpito da siluri lanciati da aerei americani.

## Storia
Impostato nei cantieri navali Mitsubishi di Nagasaki il 1º ottobre 1935, l'incrociatore venne varato il 19 marzo 1938 con il nome di Chikuma, in onore dell'omonima città della prefettura di Nagano; era la seconda unità navale giapponese a portare questo nome, dopo l'omonimo incrociatore protetto varato nel 1911 e dismesso nel 1931. La nave entrò in servizio il 20 maggio 1939, venendo inquadrata prima nel 6º Squadrone Incrociatori per poi passare all'8º Squadrone, insieme al gemello Tone, prendendo parte a diversi pattugliamenti al largo delle coste meridionali della Cina.
Nel dicembre del 1941 l'8º Squadrone fu impiegato come scorta alle portaerei giapponesi assegnate all'operazione contro Pearl Harbor; alle 5:30 del 7 dicembre il Chikuma catapultò un idrovolante Aichi E13A per compiere l'ultima ricognizione su Oahu, in vista dell'imminente attacco giapponese contro la base americana: fu proprio questo apparecchio a riferire, alle 7:38, che la flotta americana si trovavano immobile all'ancora, riferendone la composizione e dando il via all'attacco. Completata l'azione alle Hawaii, il 16 dicembre il Chikuma fu distaccato per assistere le forze giapponesi assegnate all'occupazione dell'isola di Wake (durante la quale uno dei suoi idrovolanti da ricognizione fu abbattuto dalla contraerea americana), prima di rientrare in patria per la fine del mese.
A partire dal 14 gennaio 1942 il Chikuma fu assegnato alla base di Truk, venendo impiegato per lo più come scorta alle squadre di portaerei giapponesi sempre in coppia con il gemello Tone: dopo aver coperto gli sbarchi giapponesi a Rabaul ed a Lae, il 24 gennaio gli idrovolanti dell'incrociatore bombardarono postazioni nemiche nelle Isole dell'Ammiragliato; il 1º febbraio il Chikuma prese il mare insieme al resto della flotta giapponese nel fallito tentativo di agganciare le portaerei americane protagoniste di un raid sull'atollo di Kwajalein, mentre il 19 febbraio l'incrociatore prese parte al bombardamento di Darwin, sempre con compiti di scorta. A partire dal 25 febbraio l'8º Squadrone fu inviato in appoggio alle unità giapponesi impegnate nella campagna delle Indie orientali olandesi: il 1º marzo il Chikuma affondò il cargo olandese Modjokerto davanti Tjilatjap, mentre quello stesso pomeriggio contribuì con altre navi giapponesi all'affondamento del cacciatorpediniere americano USS Edsall al largo dell'Isola del Natale; il 4 marzo l'incrociatore affondò un altro mercantile olandese, lo Enggano, mentre il giorno successivo i suoi idrovolanti presero parte agli attacchi aerei contro Tjilatjap.
Completato il ciclo di operazioni nelle Indie Olandesi, a partire dal 5 aprile 1942 il Chikuma prese parte all'incursione giapponese nell'Oceano Indiano, per poi rientrare in patria a metà del mese. A fine maggio l'incrociatore fu assegnato all'operazione giapponese contro le atollo di Midway, sfociata poi in una grande battaglia aeronavale tra il 4 ed il 6 giugno 1942: uno degli aerei del Chikuma fu tra i primi ricognitori ad individuare la flotta americana, dirigendo gli attacchi contro la USS Yorktown, mentre l'incrociatore stesso provvide al fuoco contraereo per difendere le portaerei giapponesi dagli assalti del nemico. Dopo la sconfitta giapponese nella battaglia, il Chikuma ed il Tone furono inviati in appoggio alle truppe giapponesi impegnate nelle operazioni contro le isole Aleutine prima di rientrare in patria il 24 giugno.
Alla fine di agosto l'incrociatore fu inviato nelle isole Salomone per prendere parte alle operazioni della campagna di Guadalcanal; il 24 agosto prese parte alla battaglia delle Salomone Orientali, mentre il 26 ottobre seguente partecipò alla battaglia delle isole Santa Cruz: durante questo secondo scontro il Chikuma fu colpito da tre bombe lanciate da bombardieri in picchiata americani Douglas SBD Dauntless, subendo gravi danni oltre a 190 morti e 154 feriti tra cui il comandante. Dopo aver trovato rifugio a Truk per le riparazioni d'emergenza, la nave fece rotta per Kure, dove fu sottoposta ad ampi lavori di risistemazione: l'armamento contraereo fu rinforzato e fu aggiunta un'apparecchiatura radar Tipo 21; la nave tornò in servizio nel febbraio del 1943, venendo di nuovo inviata a Truk dove funse da nave scorta per le unità giapponesi presenti in zona ed ai pattugliamenti navali nell'ambito della campagna delle isole Marshall, sfuggendo spesso ad attacchi aerei o di sommergibili americani.
Dopo ulteriori lavori di rimodernamento, all'inizio del 1944 il Chikuma fu assegnato insieme al Tone al 7º Squadrone incrociatori, divenendone la nave ammiraglia a partire dal 20 marzo: trasferito nella base di Singapore, prese parte ad un secondo raid contro il traffico mercantile nell'Oceano Indiano, per poi partecipare alla battaglia del Mare delle Filippine tra il 19 ed il 20 giugno 1944. Il 23 ottobre 1944 l'incrociatore salpò con il resto della flotta giapponese nell'ambito di un vasto piano d'attacco contro le navi americane impegnate davanti Leyte, nelle Filippine; dopo essere sfuggito ad attacchi dei sommergibili nemici, il 25 ottobre il Chikuma affrontò con il resto della sua squadra una formazione di portaerei di scorta americane al largo dell'isola di Samar: l'incrociatore contribuì con il fuoco dei suoi grossi calibri all'affondamento della portaerei USS Gambier Bay ma divenne obiettivo di un vasto attacco di aerosiluranti americani, incassando rapidamente cinque siluri.
Con la nave ormai condannata, l'equipaggio del Chikuma fu recuperato dal cacciatorpediniere Nowaki, e l'incrociatore lasciato affondare più tardi quel pomeriggio; lo stesso Nowaki fu attaccato da navi americane il 26 ottobre seguente, finendo affondato con la perdita di tutti i superstiti del Chikuma tranne uno.